# Mastos

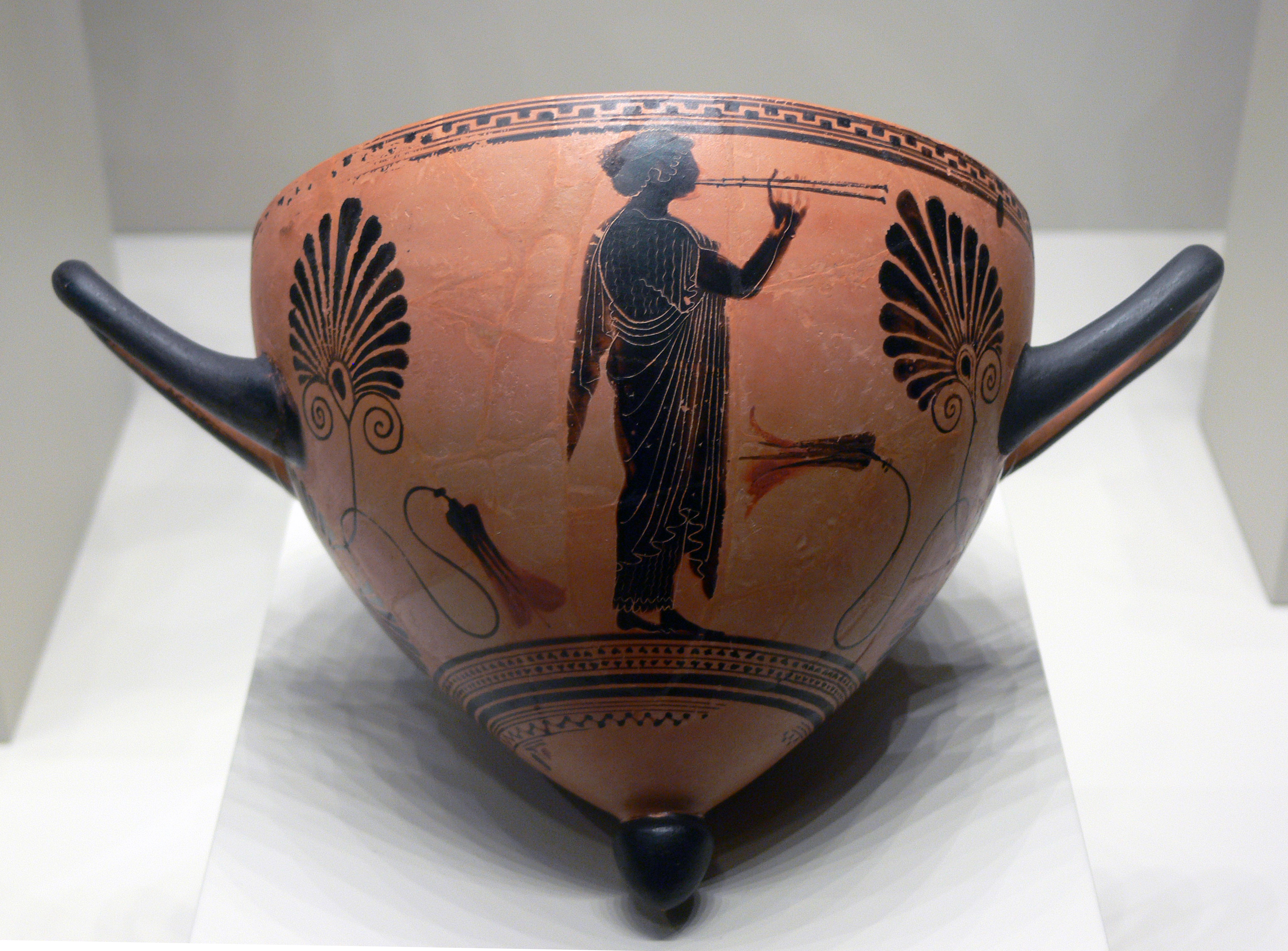
Czarnofigurowy mastos attycki (520–510 p.n.e.)

Mastos (stgr. μαστός – dosł. „pierś”, lm. mastoi) – starogreckie naczynie do picia, rodzaj bezstopkowej parabolicznej czarki z dwoma bocznymi uchwytami. 
Miał postać piersi kobiecej z wyraźnie zaznaczonym sutkiem (stąd nazwa) i uniesionymi imadłami.   
Forma ceramiczna powstała w Koryncie, lecz przejęta przez garncarzy attyckich i stosowana głównie w tamtejszej ceramice pod koniec VI i w V stuleciu p.n.e.; eponimiczna dla dekoratora wyodrębnionego jako Malarz Mastosu. Naczynie zasadniczo wykonywane w technice czarnofigurowej, niekiedy białogruntowane; rzadkie egzemplarze czerwonofigurowe. Wysokość jego nie przekraczała kilkunastu centymetrów.
Formą zbliżoną jest wyposażony w wąską, płaską podstawę mastoid, podobny do skyfosu.